# Créot
Créot est une commune française située dans le département de Saône-et-Loire, en région Bourgogne-Franche-Comté.

## Géographie
Créot, avec une superficie de 2,17 km2, est la troisième plus petite des 567 communes de Saône-et-Loire.

### Climat
Pour des articles plus généraux, voir Climat de la Bourgogne-Franche-Comté et Climat de Saône-et-Loire.
En 2010, le climat de la commune est de type climat océanique dégradé des plaines du Centre et du Nord, selon une étude du Centre national de la recherche scientifique s'appuyant sur une série de données couvrant la période 1971-2000. En 2020, Météo-France publie une typologie des climats de la France métropolitaine dans laquelle la commune est exposée à un climat océanique altéré et est dans la région climatique Bourgogne, vallée de la Saône, caractérisée par un bon ensoleillement (1 900 h/an), un été chaud (18,5 °C), un air sec au printemps et en été et des vents faibles.
Pour la période 1971-2000, la température annuelle moyenne est de 10,4 °C, avec une amplitude thermique annuelle de 17,2 °C. Le cumul annuel moyen de précipitations est de 849 mm, avec 12,1 jours de précipitations en janvier et 7,4 jours en juillet. Pour la période 1991-2020, la température moyenne annuelle observée sur la station météorologique de Météo-France la plus proche, « St-Maurice-lès-Couches_sapc », sur la commune de Saint-Maurice-lès-Couches à 4 km à vol d'oiseau, est de 11,5 °C et le cumul annuel moyen de précipitations est de 803,5 mm. 
La température maximale relevée sur cette station est de 40,4 °C, atteinte le 12 août 2003 ; la température minimale est de −16,7 °C, atteinte le 20 décembre 2009,,.
Les paramètres climatiques de la commune ont été estimés pour le milieu du siècle (2041-2070) selon différents scénarios d'émission de gaz à effet de serre à partir des nouvelles projections climatiques de référence DRIAS-2020. Ils sont consultables sur un site dédié publié par Météo-France en novembre 2022.

## Urbanisme

### Typologie
Au 1er janvier 2024, Créot est catégorisée commune rurale à habitat dispersé, selon la nouvelle grille communale de densité à sept niveaux définie par l'Insee en 2022.
Elle est située hors unité urbaine et hors attraction des villes,.

### Occupation des sols
L'occupation des sols de la commune, telle qu'elle ressort de la base de données européenne d’occupation biophysique des sols Corine Land Cover (CLC), est marquée par l'importance des territoires agricoles (86,8 % en 2018), une proportion sensiblement équivalente à celle de 1990 (86,6 %). La répartition détaillée en 2018 est la suivante : prairies (44,9 %), zones agricoles hétérogènes (34,7 %), forêts (13 %), terres arables (7,3 %), zones urbanisées (0,1 %). L'évolution de l’occupation des sols de la commune et de ses infrastructures peut être observée sur les différentes représentations cartographiques du territoire : la carte de Cassini (XVIIIe siècle), la carte d'état-major (1820-1866) et les cartes ou photos aériennes de l'IGN pour la période actuelle (1950 à aujourd'hui).

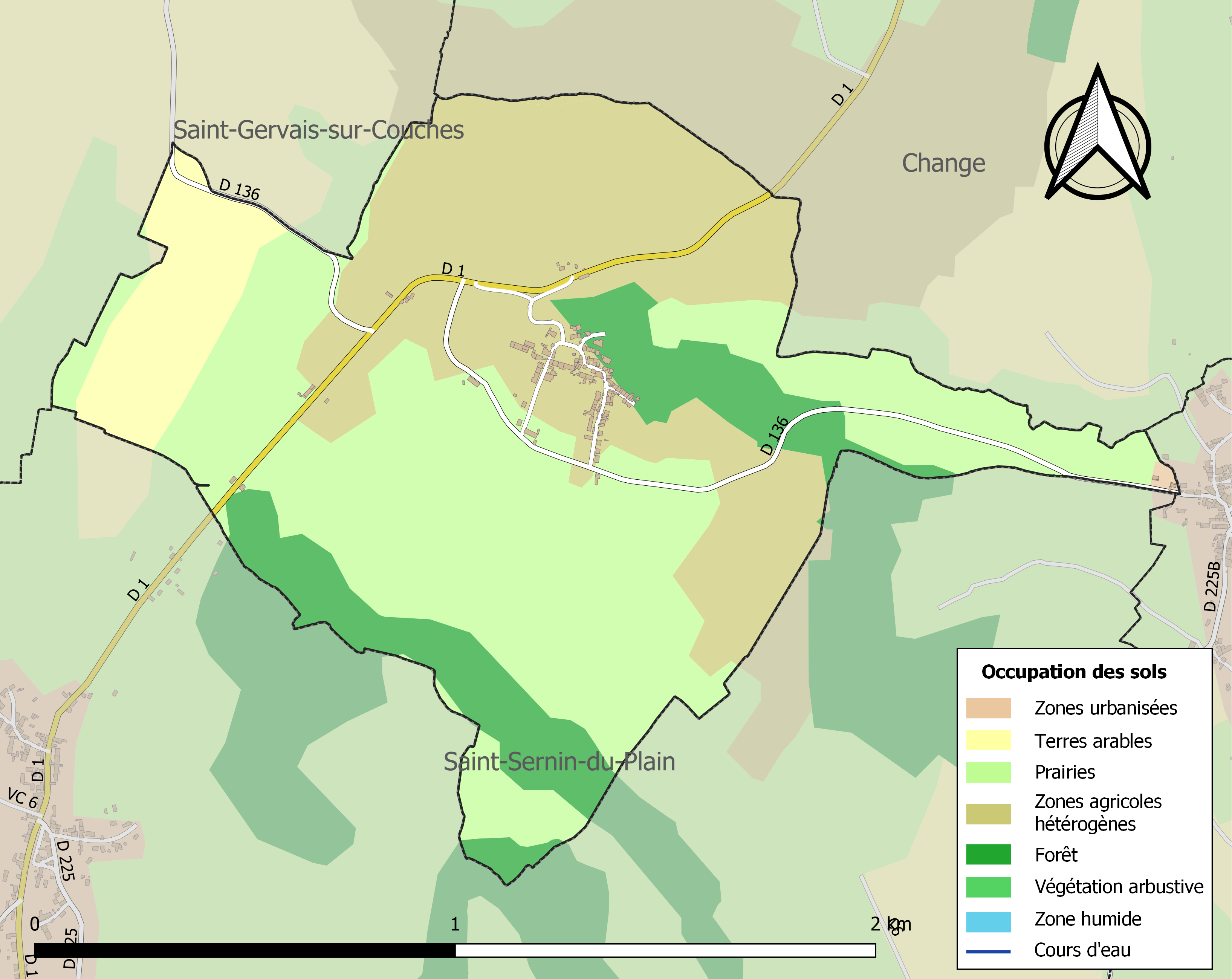
Carte des infrastructures et de l'occupation des sols de la commune en 2018 (CLC).

## Histoire
Le 14 août 1474, Chrétien Garin, tient en fief de Louis d'Orléans, marquis de Rothelin, à cause de sa seigneurie de Chagny, la moitié de la terre et chevance de Créot, indivise avec les sieurs de Loges, d'un valeur de 5 francs. Il est damoiseau de Couches en 1463 et châtelain de Couches en 1474. Marguerite, sa veuve, vit en 1486.
Guillaume Garin, écuyer en 1516, est seigneur de Créot de 1516 à 1541. Il meurt après 1541. Époux de Philiberte de Thiard, vivante en 1503. Leur fille Françoise (+1533), épouse en 1508 Philippe Bataille, maire de Beaune et conseiller au parlement de Dijon (+1571).
À Parnay, ancien site d'extraction de minerai de fer (par puits de mine et galeries) lié à l'activité de la société Schneider, pour ses usines du Creusot (anciens puits Saint-Antoine, Saint-François, de la Crée et de la Ruelle).
Le 1er janvier 2014, la commune rejoint la communauté de communes du Grand Autunois Morvan.

## Politique et administration
| Période                                  | Période   | Identité                   | Étiquette | Qualité |
| ---------------------------------------- | --------- | -------------------------- | --------- | ------- |
| mars 2001                                | mars 2008 | Edwige Palamour            |           |         |
| mars 2008                                | mars 2014 | Martine Josserand-Rousseau |           |         |
| mars 2014                                | en cours  | Gilles Riesenmey           |           |         |
| Les données manquantes sont à compléter. |           |                            |           |         |

## Démographie
L'évolution du nombre d'habitants est connue à travers les recensements de la population effectués dans la commune depuis 1793. Pour les communes de moins de 10 000 habitants, une enquête de recensement portant sur toute la population est réalisée tous les cinq ans, les populations de référence des années intermédiaires étant quant à elles estimées par interpolation ou extrapolation. Pour la commune, le premier recensement exhaustif entrant dans le cadre du nouveau dispositif a été réalisé en 2006.

En 2022, la commune comptait 80 habitants, en évolution de −2,44 % par rapport à 2016 (Saône-et-Loire : −1,06 %, France hors Mayotte : +2,11 %).
| 1793 | 1800 | 1806 | 1821 | 1831 | 1836 | 1841 | 1846 | 1851 |
| ---- | ---- | ---- | ---- | ---- | ---- | ---- | ---- | ---- |
| 172  | 121  | 160  | 213  | 218  | 202  | 199  | 175  | 206  |

| 1856 | 1861 | 1866 | 1872 | 1876 | 1881 | 1886 | 1891 | 1896 |
| ---- | ---- | ---- | ---- | ---- | ---- | ---- | ---- | ---- |
| 190  | 236  | 431  | 367  | 316  | 383  | 327  | 343  | 320  |

| 1901 | 1906 | 1911 | 1921 | 1926 | 1931 | 1936 | 1946 | 1954 |
| ---- | ---- | ---- | ---- | ---- | ---- | ---- | ---- | ---- |
| 294  | 276  | 227  | 169  | 155  | 131  | 138  | 96   | 76   |

| 1962 | 1968 | 1975 | 1982 | 1990 | 1999 | 2006 | 2011 | 2016 |
| ---- | ---- | ---- | ---- | ---- | ---- | ---- | ---- | ---- |
| 64   | 63   | 64   | 69   | 55   | 60   | 75   | 79   | 82   |

| 2021 | 2022 | - | - | - | - | - | - | - |
| ---- | ---- | - | - | - | - | - | - | - |
| 79   | 80   | - | - | - | - | - | - | - |

## Personnalités liées à la commune (références à citer)
- Chrétien Garin, seigneur de Créot. Damoiseau à Couches en 1463, Châtelain de Couches en 1474. Décédé entre 1474 et 1486. Époux de Marguerite.
- Guillaume Garin, seigneur de Créot. Fils du précédent. Écuyer (1516). Décédé après 1534. Époux de Philberte de Thiard. Elle vit en 1503.
- Philippe Bataille. Né en 1480, décédé en 1571. Maire de Beaune, conseiller au parlement de Dijon. Époux en 1508 de Françoise Garin, fille du précédent, née 1480, décédée en 1533.

## Pour approfondir